# サンシュ1世 (ポルトガル王)
サンシュ1世（Sancho I, 1154年11月11日 - 1211年3月26日）は、ポルトガル王国ブルゴーニュ王朝の第2代国王（在位：1185年 - 1211年）。初代国王アフォンソ1世と最初の王妃でサヴォイア伯アメデーオ3世の娘マファルダ・デ・サボイアの息子。
政治手腕に優れ、父の時代に行なわれたレコンキスタによる勢力拡大でポルトガルの領土が拡張したため、その支配地にポルトガル人やフランドル人を積極的に殖民することを奨励してポルトガルの内政を確立したことから「殖民王」と称された。

## 生涯
1185年、父の死去により後を継ぎ、コインブラの大聖堂で戴冠した。
1189年、第3回十字軍の艦隊が本隊と合流するためイベリア半島に寄港した際、この艦隊の支援を得て南部のアルガルヴェ地方にあるシルヴェス・アルヴォルを包囲・陥落させた。ところが翌1190年にムワッヒド朝アミール・ヤアクーブ・マンスールが北上、キリスト教勢力はタホ川（テージョ川）流域まで押し返され、1191年にシルヴェスを奪還されアルガルヴェを失っただけでなく、再北上したマンスール軍にセトゥーバル県のパルメラ・アルカセル・ド・サル・アルマダまで占領されてしまった。止む無くサンシュ1世はムワッヒド朝と講和、以後はタホ川から北の土地へ入植を奨励し、ポルトガル北部やフランドルからの移民を招いて殖民と土地開発に専念した。東部のベイラにあるグアルダ・コヴィリャンも集団移住と開拓が進められた。
1191年、甥のレオン王アルフォンソ9世がカスティーリャ王アルフォンソ8世に反発すると、ナバラ王サンチョ6世、アラゴン王アルフォンソ2世と共に反カスティーリャ同盟に加わった。しかし1196年にアルフォンソ9世がローマ教皇ケレスティヌス3世に破門され、翌1197年に討伐命令がポルトガルに出されると、アルフォンソ8世とアラゴン王ペドロ2世（アルフォンソ2世の子）に与して、アルフォンソ9世にカスティーリャとの講和を余儀無くさせた。また文化面でフランスの影響が見られ、トルバドゥールが生み出す宮廷文化が開花した。
1211年に死去、コインブラのサンタ・クルース修道院に埋葬された。王妃ドゥルセ・ベレンゲル・デ・バルセロナとの間の息子アフォンソ2世が王位を継いだ。

## 子女
1174年、バルセロナ伯ラモン・バランゲー4世とアラゴン女王ペトロニーラの長女ドゥルセと結婚、11人の子を儲け、9人が成長した。
- テレサ（1176年 - 1250年） - レオン王アルフォンソ9世妃だったが、後に近親婚を理由に結婚を無効とされた[3]。
- サンシャ（1180年 - 1229年） - ペナコバの尼僧
- コンスタンス（1182年 - 1202年）
- アフォンソ2世（1185年 - 1223年）
- ペドロ（1187年 - 1258年） - ウルジェイ女伯アウレンビアシュと結婚、ウルジェイ伯となる。
- フェルナンド（1188年 - 1233年） - フランドル伯フェラン、フランドル女伯ジャンヌと結婚
- ブランカ（1192年 - 1240年） - グアダラハラの修道女
- ベレンガリア（1194年 - 1221年） - デンマーク王ヴァルデマー2世妃
- マファルダ（1195年 - 1256年） - カスティーリャ王エンリケ1世妃